# Mouralia tinctoides
Mouralia tinctoides är en fjärilsart som beskrevs av Achille Guenée 1852. Mouralia tinctoides ingår i släktet Mouralia och familjen nattflyn. Inga underarter finns listade i Catalogue of Life.